# Vaasa
Vaasa (în suedeză Vasa) este o comună din provincia Finlanda de Vest, Finlanda, o reședință a regiunii Ostrobotnia. Are o populație de 57 266 locuitori și suprafață de 397 km². Din cauza războiului civil finlandez, Vaasa a fost o capitală a statului între 29 ianuarie și 3 mai 1918.

## Personalități născute aici
- Pärre Förars (1924-2011), cântăreț

## Orașe înfrățite
- Harstad, Norvegia din  1949
- Helsingør, Danemarca din  1949
- Kiel, Germania din  1967
- Malmö, Suedia din  1940
- Morogoro, Tanzania din  1988
- Pärnu, Estonia din  1956 (în timpul înfrățirii RSS Estonă)
- Schwerin, Germania din  1965 (în timpul înfrățirii Republica Democrată Germană)
- Šumperk, Republica Cehă din  1984 (în timpul înfrățirii Cehoslovacia)
- Umeå, Suedia din  1940